# Nanotechnologie
Jako nanotechnologie se obecně označuje technický obor, který se zabývá tvorbou a využíváním technologií v měřítku řádově nanometrů (obvykle cca 1–100 nm), tzn. 10−9 m (miliardtiny metru), což je přibližně tisícina tloušťky lidského vlasu. Jedná se rovněž o studium možnosti manipulace se hmotou v atomárním a molekulárním měřítku, přičemž se uplatňují kvantověmechanické jevy, které se diametrálně vymykají chápání světa viditelného pouhým okem. Díky těmto jevům, které popisuje kvantová fyzika, se otevírají nové perspektivy v oblasti magnetických záznamových médií, výpočetní technice, elektronice, optice a dalších vědních oblastech.

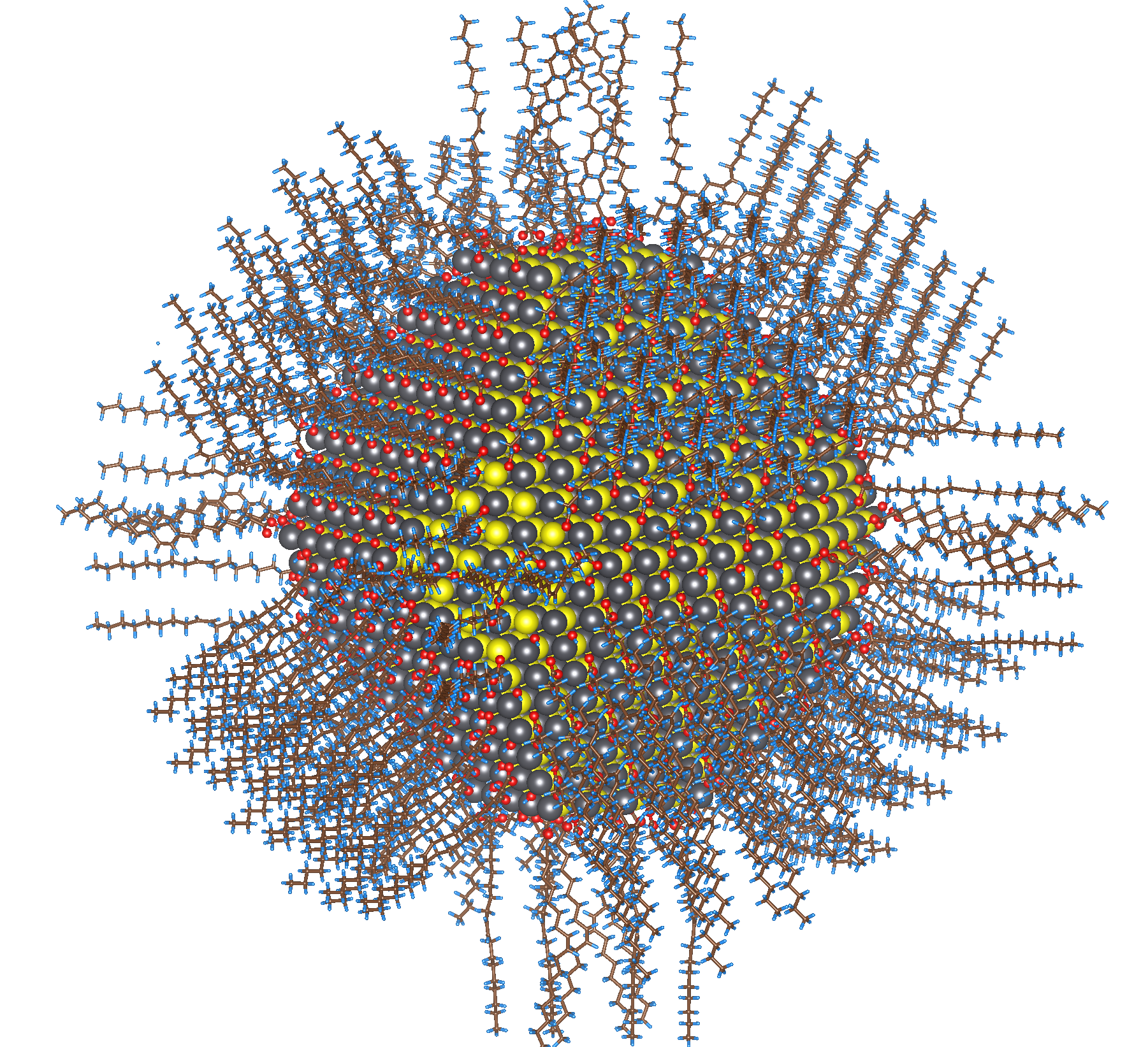
Model nanočástice koloidního sulfidu (selenidu) olovnatého označovaného také jako kvantová tečka

Nanostruktury, tzn. oblast částic a struktur o rozměrech mezi 1 nm až 100 nm, považujeme za základní stavební jednotky nanomateriálů. Zkoumáním jejich vlastností se pak zabývá nanověda. Její hranice však nelze zcela přesně vymezit. Zahrnuje oblasti fyziky pevných látek, chemie, inženýrství i molekulární biologie. Nanotechnologie bychom potom mohli definovat jako interdisciplinární a průřezové technologie, zabývající se praktickým využitím nových a neobvyklých vlastností nanomateriálů pro konstrukci nových struktur, materiálů a zařízení.
Jako jeden ze zakladatelů nanotechnologie (třebaže ještě nepoužil toho slova) je označován Richard Feynman, který základní myšlenky představil ve své slavné přednášce nazvané Tam dole je spousta místa (There's Plenty of Room at the Bottom), kterou v roce 1959 přednesl na výroční schůzi Americké společnosti fyziků pořádané na Caltechu.

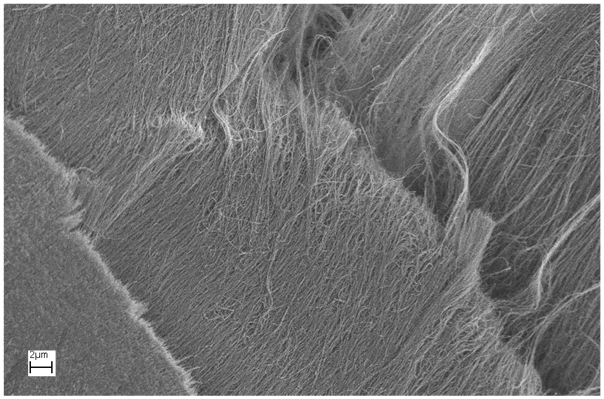
SEM snímek uhlíkových nanotrubic

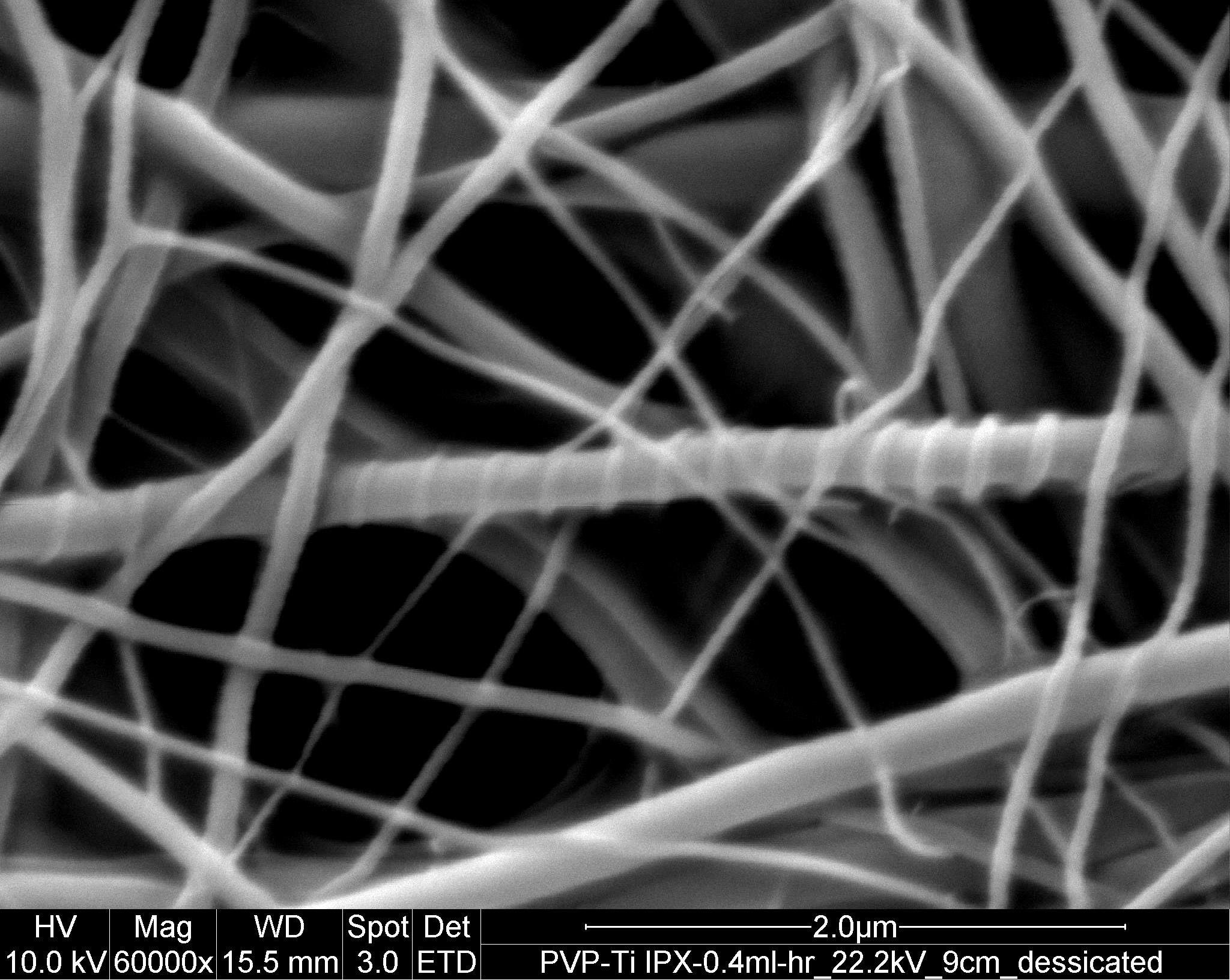
Spirální vlákno oxidu titaničitého

Využití nanotechnologií a nanomateriálů je velmi rozsáhlé. Již v současnosti nalézají uplatnění v mnoha oblastech běžného života, jako je elektronika (paměťová média, spintronika, bioelektronika, kvantová elektronika), zdravotnictví (cílená doprava léčiv, citlivá diagnostika, tkáňové inženýrství), strojírenství (supertvrdé povrchy s nízkým třením, samočisticí nepoškrabatelné laky), chemický průmysl (nanotrubice, nanokompozity, selektivní katalýza, aerogely), elektrotechnický průmysl (vysokokapacitní záznamová média, fotomateriály, palivové články), optický průmysl (optické filtry, fotonické krystaly a fotonická vlákna, integrovaná optika), automobilový průmysl, kosmický průmysl (katalyzátory, odolné povrchy satelitů), vojenský průmysl (nanosenzory, konstrukční prvky raketoplánů) či životní prostředí (biodegradace).

## Příklady kvantových jevů
Pokud se pára sestávající ze stovek tisíc atomů rubidia zchladí na miliontinu stupně nad absolutní nulu (−273 °C) a stlačí se dohromady pomocí magnetického pole, spojí se atomy do tzv. Bose-Einsteinova kondenzátu. Kvantoví optici z Mnichova dokáží takovouto řadu uspořádat do trojrozměrné sítě ze stojatých laserových vln a manipulovat jí, například učinit světelnou past tak silnou, že se jednotka bloku rozpadne na Mottův kondenzát. Tato práce byla  v roce 2001 oceněna Nobelovou cenou za fyziku. Výzkum tohoto druhu naplňuje životem kvantovou teorii a ta má v nanokosmu hlavní slovo. Kdo jí přesně porozumí, může například vyvinout přesnější časové standardy. Přesnější hodiny mohou zase pomoci urychlit datový provoz na internetu.
Mezi hojně využívané kvantové jevy se rovněž řadí tunelový jev, na jehož principu je založen řádkovací tunelový mikroskop.

## Nanotechnologie v elektronice
V posledních letech je vyvíjeno enormní úsilí v oblasti základního výzkumu, zejména v oblasti nanoelektroniky. Za objev jevu obří magnetické rezistence (GMR) získali v roce 2007 Nobelovu cenu za fyziku Albert Fert a Peter Grünberg. Jedná se o ovlivňování elektrického odporu látky interakcí spinu elektronu s magnetizací materiálu v nanostrukturách. Tento objev nalezl praktické využití při konstrukci počítačových pamětí nové generace, senzorů nové generace při nádorových onemocněních mozku, proudových senzorů nebo tenzometrů. V tuzemsku koncept molekulové elektroniky na bázi uhlíkatých nanotechnologií už v r. 1988 navrhl – a od té doby dál v zámoří rozvíjí – odborník na fullereny Zdeněk Slanina.

## Nanotechnologie v medicíně
Tento typ nanotechnologií je zatím ve fázi úvah a testování. Uvažuje se o několika různých technologiích. Jednou z nich je použití materiálů se speciální strukturou na nanoskopické úrovni. Lehce odbouratelné nanoobaly by dokázaly vyhledat buňku, vstoupit dovnitř, uvolnit ze sebe lék a nechat se odbourat buňkou. Další technologie by bylo možné považovat už za skutečné nanostroje a vytvořily by tunely skrz buněčnou stěnu a cytoplazmatickou membránu, které by umožňovaly průstup pouze specifickým látkám, tzn. stejná látka vyskytující se přirozeně v organismu by neprošla, ale látka stejná a pouze speciálně označená by se bez problémů dostala dovnitř. Tyto tunely by regulovaly i množství a rychlost průchodu látek.
Dalším možným uplatněním nanotechnologií je použití nanovláken v tkáňovém inženýrství. Spleť nanovláken má při malém objemu velký povrch, a tak může představovat vhodné lešení (matrix, angl. scaffold), na kterém se uchytí ex vivo kultivované buňky náhradní tkáně. Pokud je navíc materiál nanovláken odbouratelný organizmem, lze očekávat, že bude postupně nahrazený vlastní extracelulární matrix. Zkouší se náhrady kostní tkáně, kloubních chrupavek, šlach, svalů, kůže, a dokonce i nervové tkáně.
Mezi nanotechnologie využité v medicíně bude ale možné zařadit i nanotechnologické stroje (či nanoroboty) využívající i jiné než biochemické principy, pokud budou použity například v rámci diagnostiky nebo chirurgického zásahu.

## Nanotechnologie v textilním průmyslu
Existují textilní materiály se speciální nanostrukturou, která textiliím může dodávat požadované speciální vlastnosti, např. materiál známý pod obchodním označením goretex – látka propustná pro vodní páry, ale nikoliv pro vodu v kapalném skupenství. Další možností je přidání nanočástic některých kovů, např. stříbra do hmoty před výrobou textilního vlákna. Vyrobená příze získává další vlastnosti jako například antibakteriálnost.

## Rizika

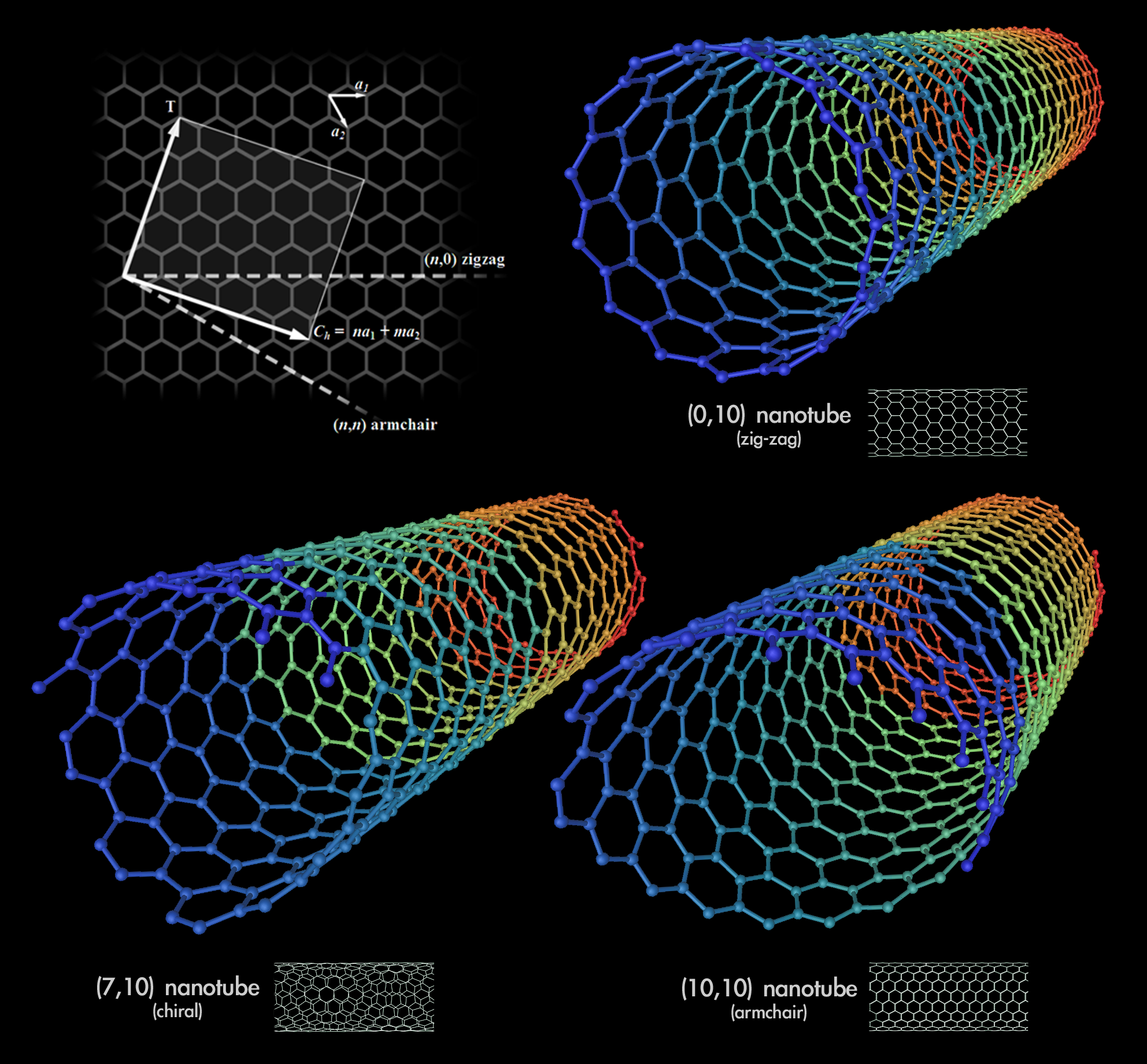
Typy nanotrubic – schémata

Vědecké práce ukazují i na vážná zdravotní a ekologická rizika nanotechnologií. Skupina švýcarských vědců uvedla, že nanočástice snadno pronikají do lidského těla, jsou biologicky aktivnější než větší částice, mají větší měrný povrch a schopnost dlouhodobě přetrvávat v životním prostředí a hromadit se tam.
Přestává být rozhodující chemické složení, ale rozhoduje spíše fyzická velikost a tvar. Například uhlík pak má podobné zdravotní důsledky jako křemičitany.
Riziky nanomateriálů se zabývá nanotoxikologie. Problémem je, že v malých rozměrech (změně reakční plochy ku objemu částic) dochází ke změnám vlastností látek (reakční rychlosti atp.), takže se i látky normálně neškodné stávají nebezpečnými (jako například azbest). Navíc drtivá většina veřejnosti rizika nanotechnologií podceňuje, a také proto se více volá po zavedení testování a po regulaci.
Americký výzkum ukázal, že nanočástice stříbra o průměru 30 nanometrů a menší se ukládají v tkáních vyvíjejících se embryí ryb a mohou vyvolat závažné malformace včetně krevních výronů do hlavy a otoků, které vedou k úhynu rybích larev.
Americký výzkum ukázal při testu na ředkvičkách, že po vystavení nanočásticím oxidu měďnatého bylo vyvoláno dvakrát více lézí DNA než u rostlin vystavených větším částicím. Také buněčný příjem mědi z nanočástic byl výrazně větší než u větších částic.
Nanočástice se také používají jako antibiotikum. Ovšem je zde riziko genotoxicity. Další mechanismy jsou obecně oxidační stres a cytotoxicita.